# Улица Свердлова (Улан-Удэ)

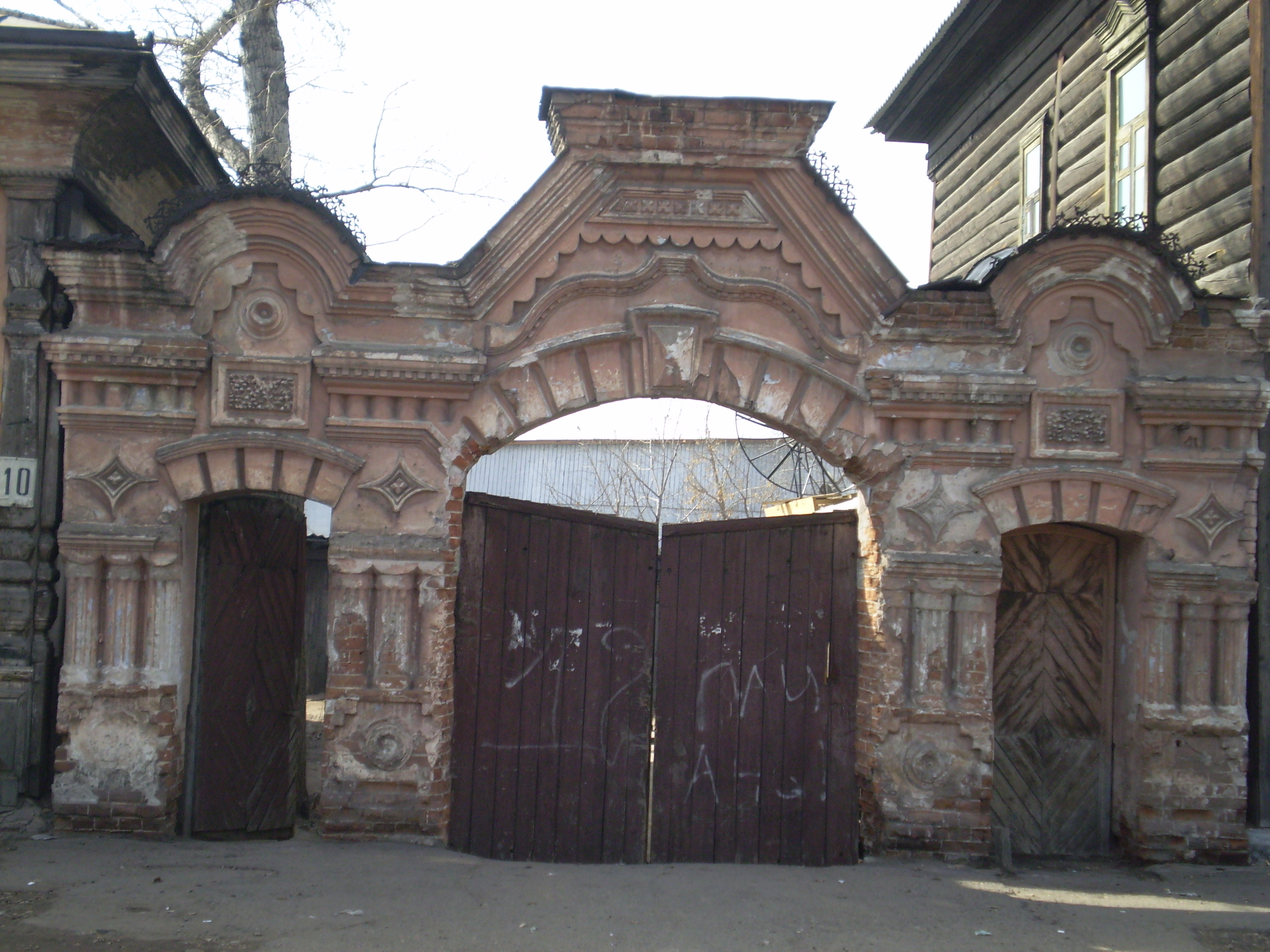
Ворота усадьбы богатого горожанина. Ул. Свердлова, 10.

У́лица Свердло́ва — улица в центральной части города Улан-Удэ. Исторические названия: Солдатская, Сенная, Гоголевская.

## География улицы
Длина — 800 метров. Идёт с запада на восток от улицы Шмидта до улицы Калинина у центрального рынка. Пересекается улицами Смолина, Ленина, Коммунистической. Нумерация домов от улицы Шмидта.

## История улицы
На месте нынешнего здания рынка «Центральный» была большая площадь, где торговали сеном. Улица, ведущая к площади, называлась Сенная.
В 1882 году на углу улиц Большой Набережной и Сенной открылась синагога (в настоящее время улица Свердлова, 8). 4 февраля 1934 года в здании синагоги открылся аэроклуб. В аэроклубе учились будущие Герои Советского Союза П. Т. Харитонов и В. П. Михалёв. В настоящее время в здании находится корпус строительного факультета ВСГТУ.
В двухэтажном доме № 14 с 1 октября 1905 года господин Сикерницкий содержал номера для приезжающих под вывеской «Харбин».
7 апреля 1909 года Верхнеудинская городская дума в связи со 100-летием со дня рождения Н. В. Гоголя переименовала улицу в Гоголевскую.
В 1909 году на улице был всего один магазин — братья Самсонович торговали минеральной водой в собственном доме.
В 1924 году улица названа именем Я. М. Свердлова.
В 1938 году началось строительство водопровода по улицам Смолина, Свердлова, до улицы Ленина.

## Памятники архитектуры

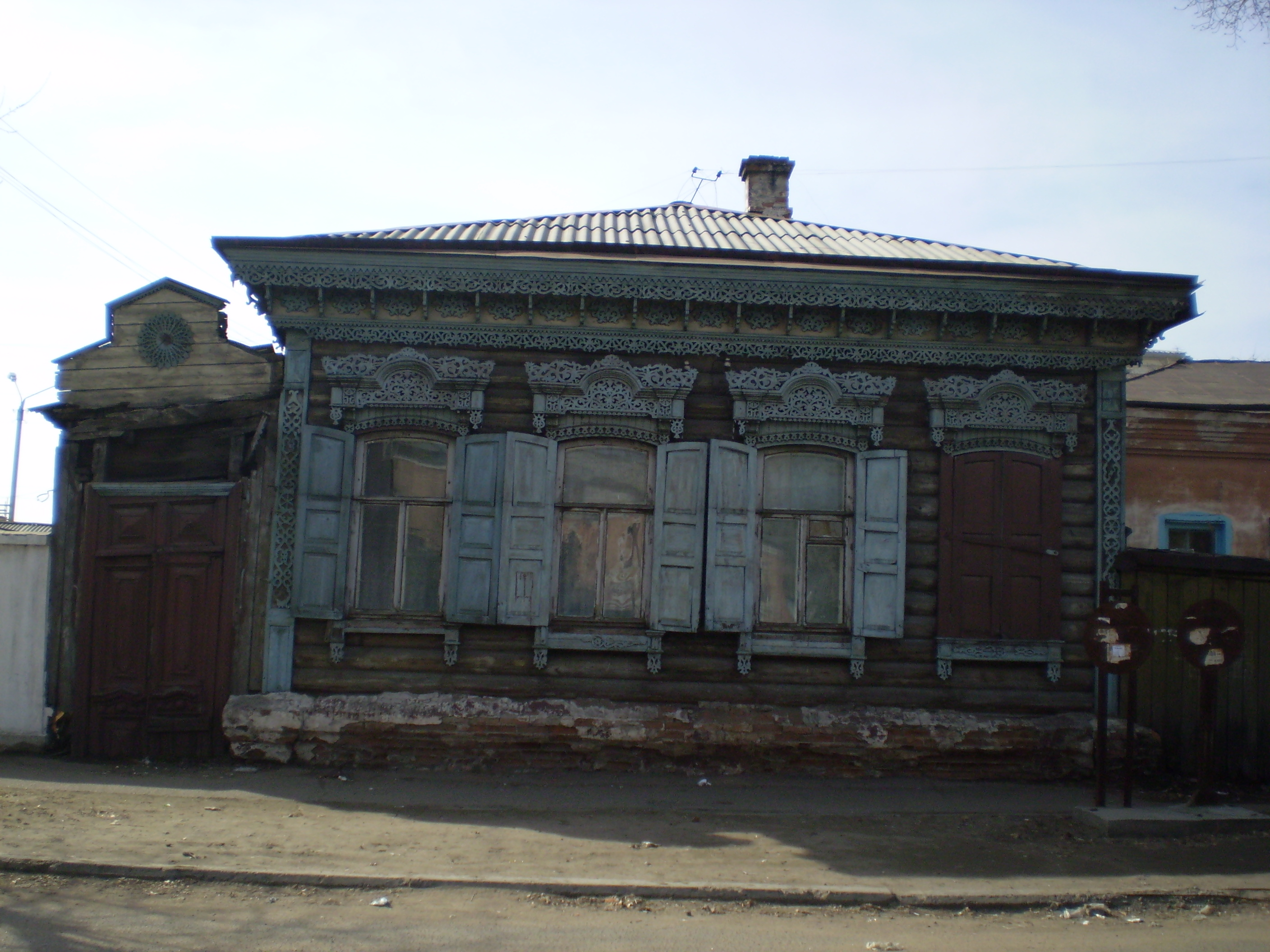
Усадьба А. К. Титова

На улице располагаются памятники архитектуры:
- Доходный дом — Свердлова, 9
- Усадьба богатого горожанина и ворота — Свердлова, 10. Вторая половина XIX века. Утрачен парадный вход. Деревянный сруб в лапу; оштукатурен снаружи. Окна большого размера 104х208 см. Большое количество резных рельефных деталей в оформлении фасада. Внутренняя планировка изменена.
- Усадьба А. К. Титова — Свердлова, 14Б
- Усадьба Е. М. Козловой — Свердлова, 18
- Усадьба Т. И. Гончаровой — Свердлова, 20
- Усадьба А. В. Овсянкина — Свердлова, 24. Постройка 1820-х годов . Изба пятистенок. Одна из начальных стадий приспособления народного жилища к городским условиям.
- Усадьба П. Р. Петухова — Свердлова, 28
- Усадьба П. Чирикова — Свердлова, 30
- Усадьба Н. И. Перелыгиной — Свердлова, 32
- Усадьба Л. Д. Розенштейна — Свердлова , 35